# Abtei Middelburg

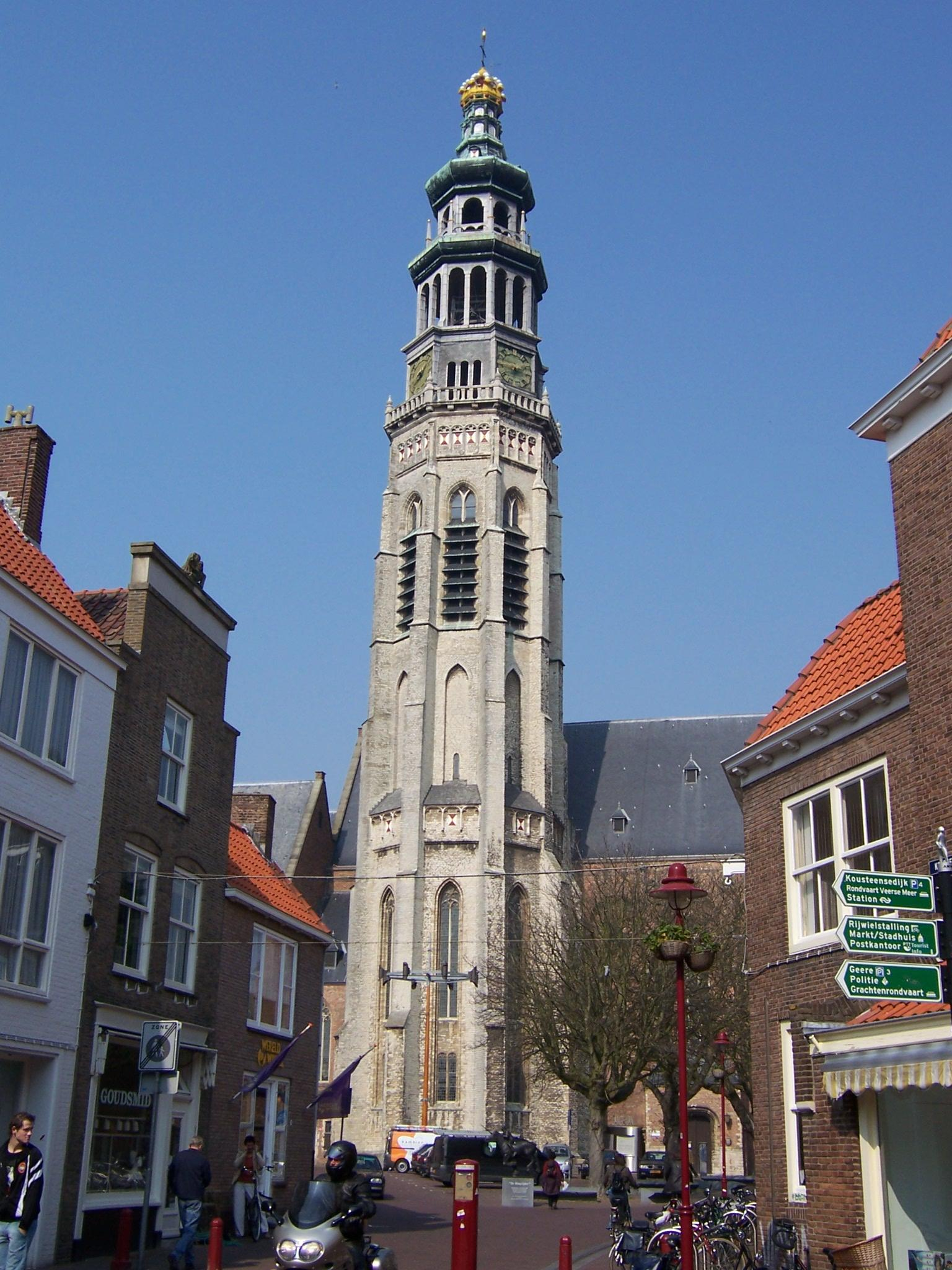
Der Abteiturm Lange Jan

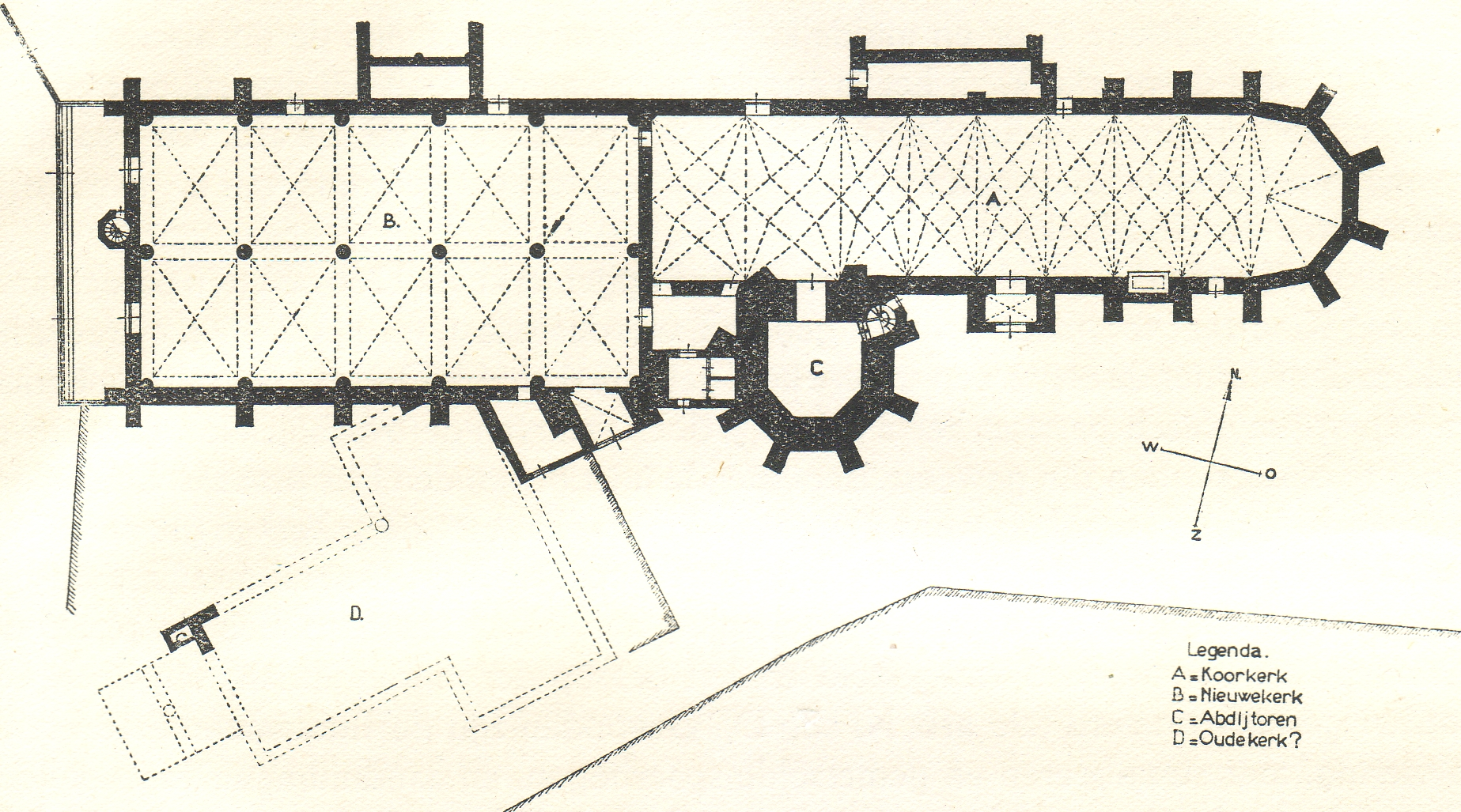
Grundriss von Koorkerk und Nieuwe Kerk

Die Abtei Middelburg, geweiht der Jungfrau Maria (Onze-Lieve-Vrouwe Abdij /deutsch Liebfrauenabtei), ist ein ehemaliges Stift der Prämonstratenser in Middelburg in den Niederlanden.

## Geschichte
1127 gründeten Prämonstratenser aus dem Antwerpener Stift Sint Michiel eine Tochterniederlassung in Middelburg, die in der Folgezeit zu einem großen Stiftskomplex mit zwei Kirchen ausgebaut wurde. Das Stift besaß einen enormen Grundbesitz auf Walcheren und in Zeeland. Ein Großteil der Stiftsgebäude wurde durch einen Brand 1492 zerstört, ein zweiter Großbrand betraf 1568 hauptsächlich die Stiftskirchen. Durch die damaligen Wiederaufbaumaßnahmen stammen die erhaltenen Stiftsgebäude heute vor allem aus spätgotischer Zeit. 1940 wurde die Liebfrauenabtei erheblich durch Kriegseinwirkung in Mitleidenschaft gezogen. Die Wiederaufbaumaßnahmen zogen sich bis 1965 hin. Südlich des Kreuzgangs befinden sich die beiden heutigen evangelischen Pfarrkirchen, die Koorkerk (Chorkirche) mit dem monumentalen Kirchturm Lange Jan und die Nieuwe Kerk (Neue Kirche). Koorkerk und Nieuwe Kerk werden auch als Abdijkerk (Abteikirche) bezeichnet.

## Koorkerk

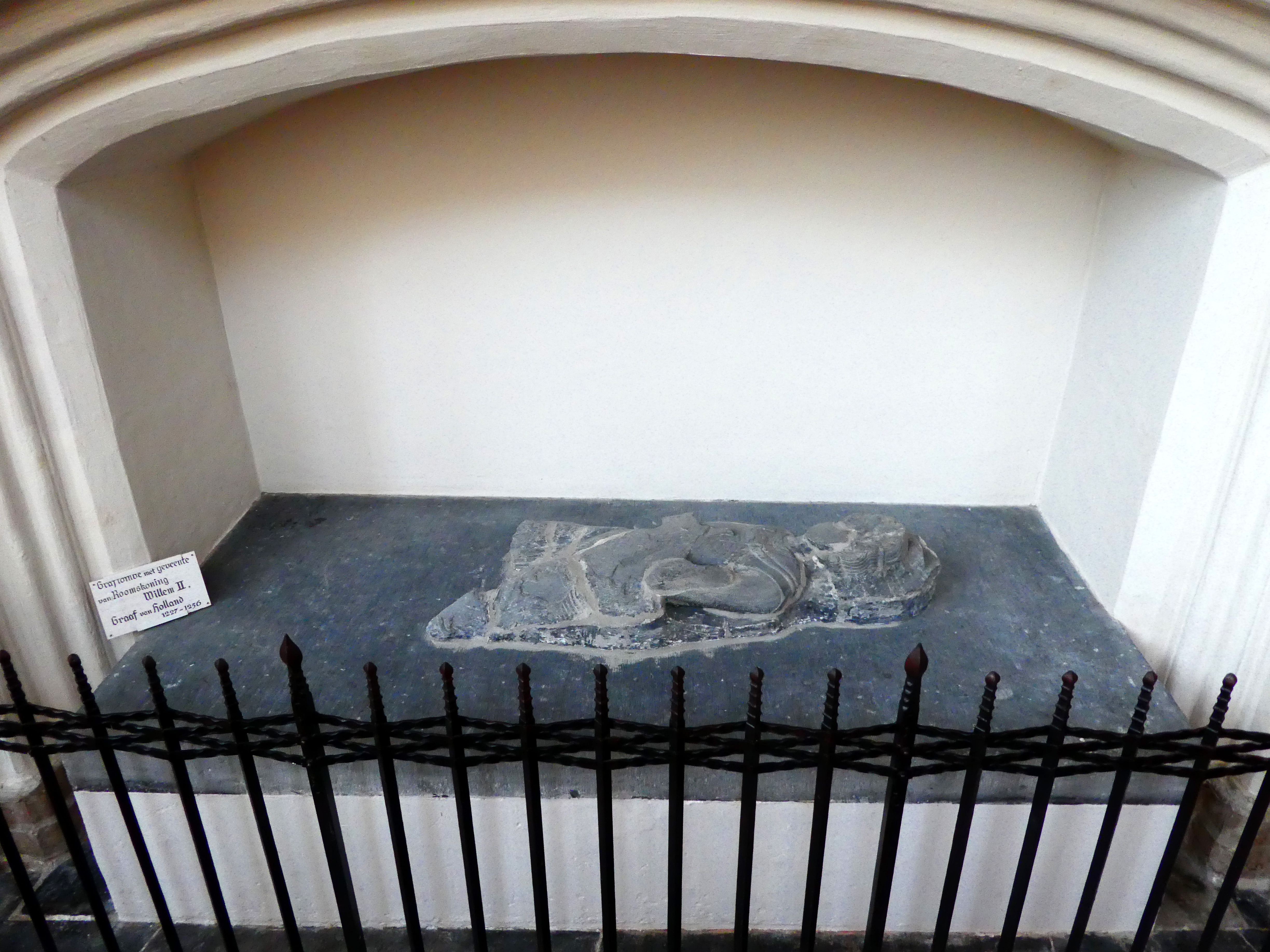
Grab von Graf Wilhelm II. von Holland in der Koorkerk

Um 1300 ersetzte man einen älteren Kirchenbau durch die heutige Koorkerk, die räumlich von der Nieuwe Kerk getrennt ist. 
Sie besitzt ein einschiffiges Langhaus von sechs Jochen mit einem fünfseitigen Chorschluss. Nach dem Brand von 1568 wurde der Kirche das aufwändige Netzgewölbe hinzugefügt. Zwei weitere Joche nach Westen wurden vom Langhaus abgetrennt. 
An sie schließt südlich der weithin sichtbare, Middelburg von Ferne überragende, Kirchturm Lange Jan an. Der Turm stammt in seinen Untergeschossen aus der zweiten Hälfte des 14. Jahrhunderts, die Bekrönung wurde 1712 hinzugefügt und nach den Zerstörungen von 1940 rekonstruiert.
Das Grab von Graf Wilhelm II. von Holland, der von 1248 bis 1254 römisch-deutscher Gegenkönig und von 1254 bis zu seinem Tode 1256 römisch-deutscher König war, befindet sich in der Südwand der Koorkerk.

## Nieuwe Kerk

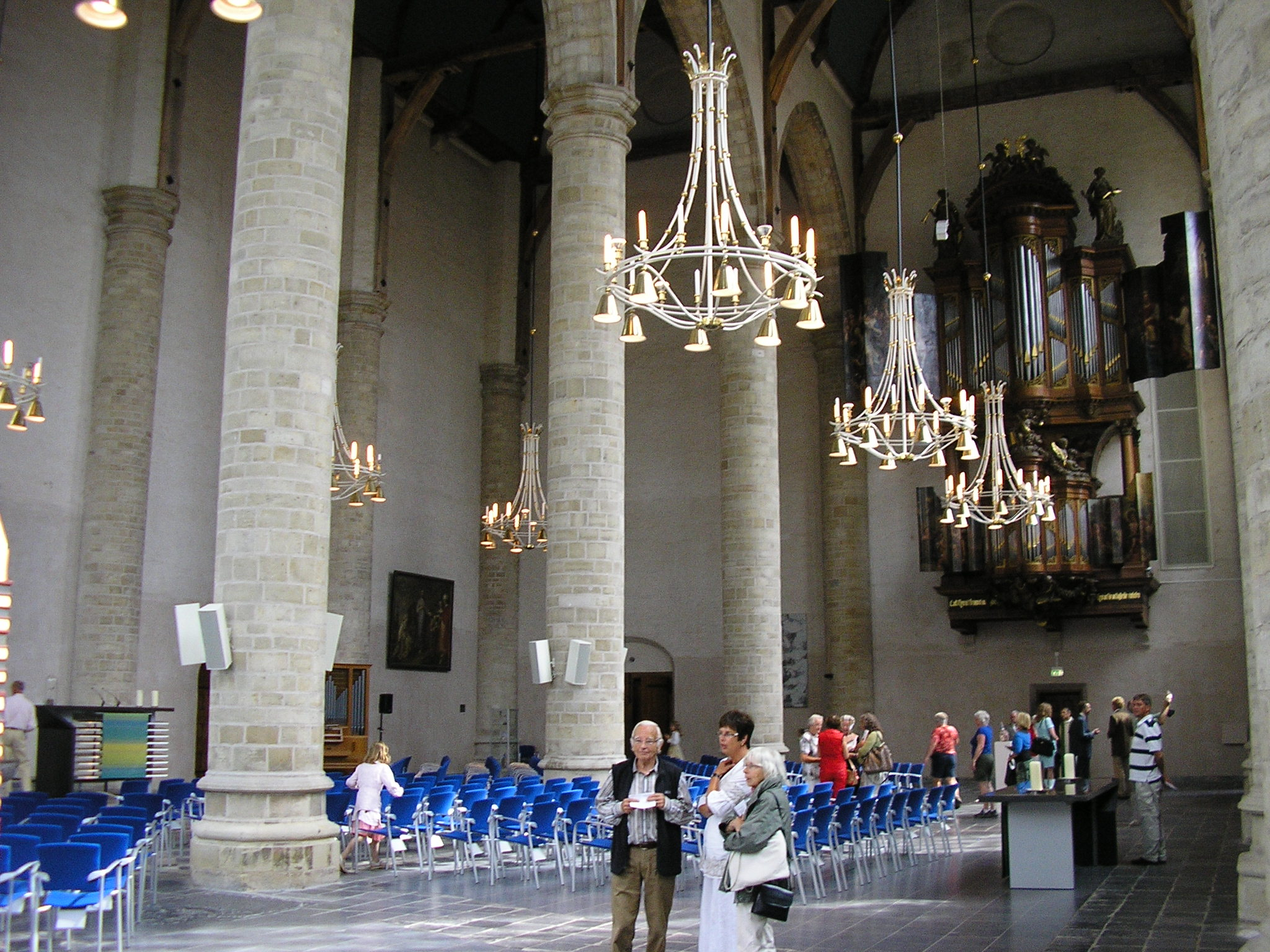
Kirchenschiff der Nieuwe Kerk mit Blick auf die Orgel

Die zweischiffige Nieuwe Kerk (auch: Nieuwe of Sint-Nicolaaskerk, deutsch: Neue oder St. Nikolauskirche bzw. Nikolaikirche) stammt in ihren heutigen Umfassungsmauern aus der Zeit nach dem Brand von 1558. Sie ersetzte einen kleineren, ebenfalls zweischiffigen Vorgängerbau aus der Zeit um 1300. Die Kirche war ursprünglich mit der Koorkerk durch einen Spitzbogen verbunden, der später geschlossen worden ist. 
Die Bezeichnung als Nieuwe Kerk, Neue Kirche, diente als Unterscheidung zur heute nicht mehr existierenden Oude Kerk, der Alten Kirche zu Middelburg, die auch als Westmünsterkirche bezeichnet wurde. Von ihr war 1266 die sogenannte Klosterparochie um die Nieuwe Kerk abgepfarrt worden. Nach dem Abriss des Westmünsters 1833 wurde diese alleinige Pfarrkirche. Koorkerk und Nieuwe Kerk gehören heute zur Protestantischen Kirche in den Niederlanden.
Die Orgel wurde 1954 von der Orgelbaufirma van Leeuwen (Leiderdorp) in einem Orgelgehäuse aus dem Jahre 1693 erbaut. Das Gehäuse befand sich bis dato in einer Kirche in Amsterdam und wurde von dem Schreiner Jan Albertsz Schut erbaut. 1996 wurde das Orgelgehäuse umfassend restauriert, 2004 das Orgelwerk.
| I Hauptwerk C– |                |       |
| 1.             | Quintadeen     | 16′   |
| 2.             | Prestant       | 8′    |
| 3.             | Roerfluit      | 8′    |
| 4.             | Octaaf         | 4′    |
| 5.             | Nachthoorn     | 4′    |
| 6.             | Spitsquint     | 2 ⁄3′ |
| 7.             | Octaaf         | 2′    |
| 8.             | Mixtuur V-VIII |       |
| 9.             | Cimbel IV      |       |
| 10.            | Trompet        | 16′   |
| 11.            | Trompet        | 8′    |
| 12.            | Klaroen        | 4′    |

| II Rückpositiv C– |                 |       |
| 13.               | Holpijp         | 8′    |
| 14.               | Quintadeen      | 8′    |
| 15.               | Praestant       | 4′    |
| 16.               | Speelfluit      | 4′    |
| 17.               | Octaaf          | 2′    |
| 18.               | Gemshoorn       | 2′    |
| 19.               | Quint           | 1 ⁄3′ |
| 20.               | Scherp III-VI   |       |
| 21.               | Sesquialter III |       |
| 22.               | Dulciaan        | 8′    |
|                   | Tremulant       |       |

| III Oberwerk C– |                 |       |
| 23.             | Baarpijp        | 8′    |
| 24.             | Spitsgamba      | 8′    |
| 25.             | Fluit           | 4′    |
| 26.             | Roerquint       | 2 ⁄3′ |
| 27.             | Vlakfluit       | 2′    |
| 28.             | Sifflet         | 1′    |
| 29.             | Tertscimbel III |       |
| 30.             | Trompet         | 8′    |
| 31.             | Vox Humana      | 8′    |
| 32.             | Schalmey        | 8′    |
|                 | Tremulant       |       |

| Pedal C– |             |     |
| 33.      | Prestant    | 16′ |
| 34.      | Octaaf      | 8′  |
| 35.      | Octaaf      | 4′  |
| 36.      | Ruispijp VI |     |
| 37.      | Bazuin      | 16′ |
| 38.      | Trompet     | 8′  |
| 39.      | Cornet      | 4′  |
| 40.      | Zink        | 2′  |

Siehe hierzu: Liste von Orgelregistern, für die einzelnen Bezeichnungen

## Galerie

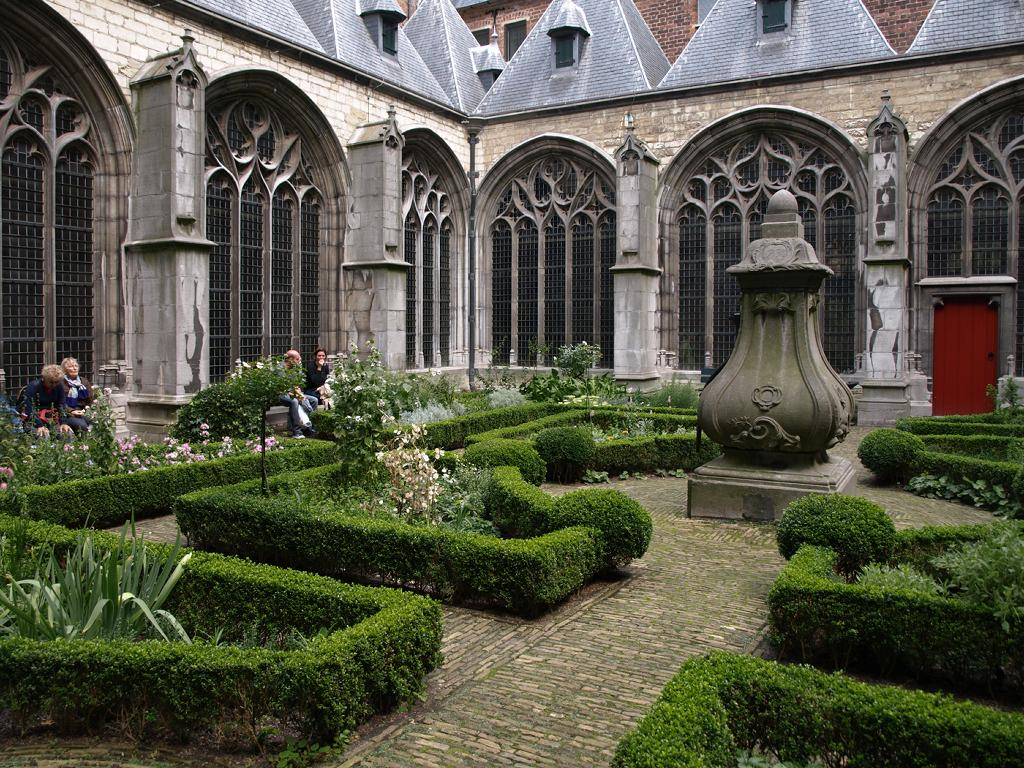
Klostergarten
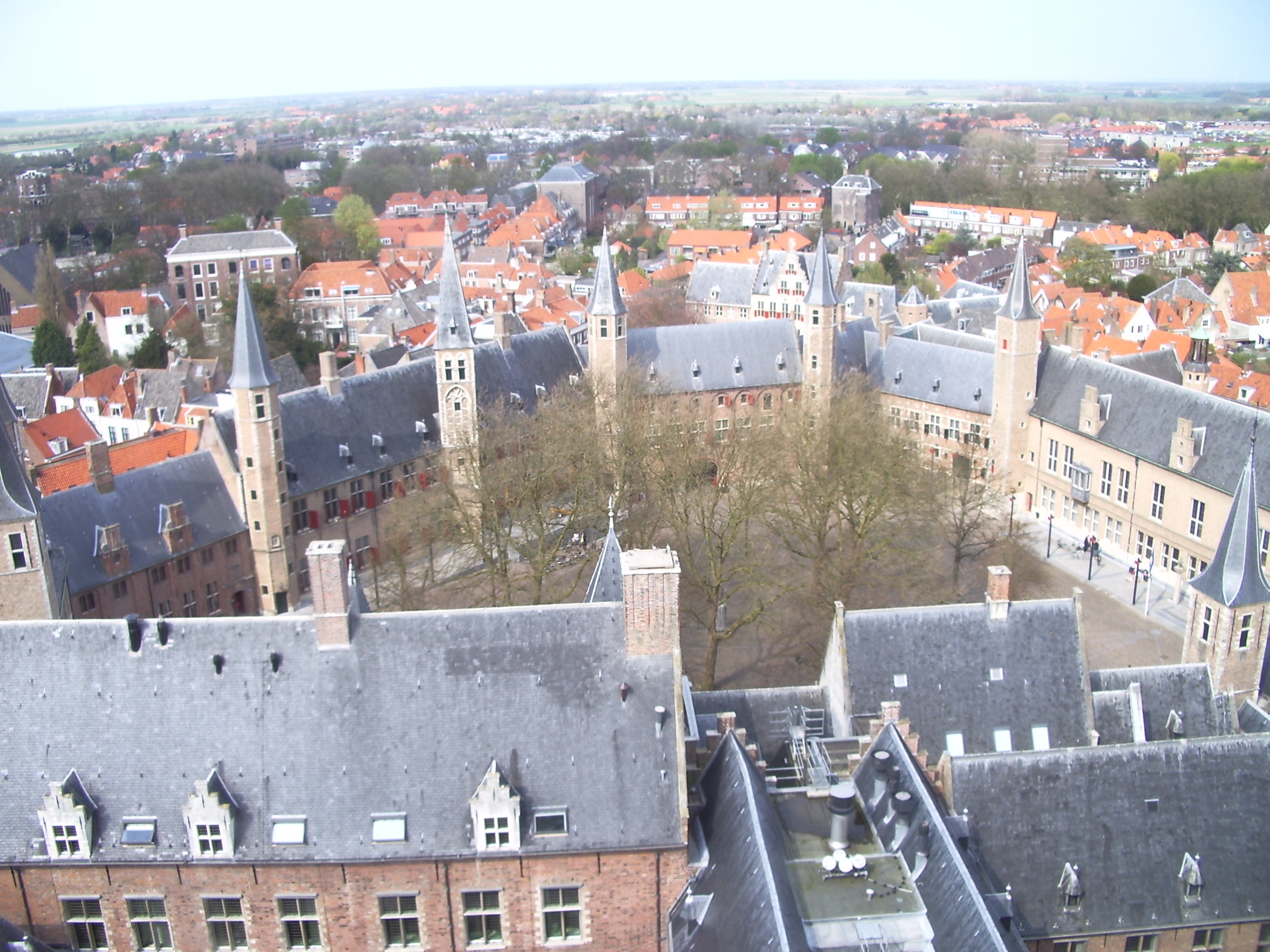
Blick vom Langen Jan in den Innenhof
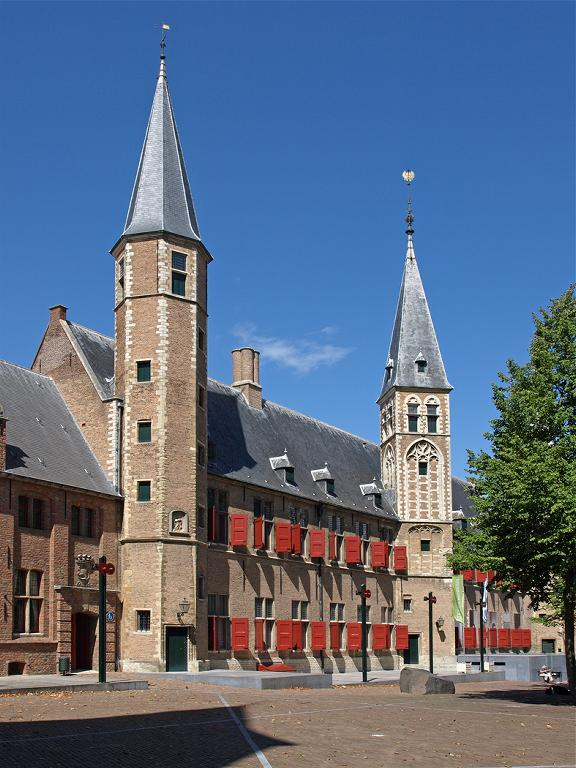
Innenhof der Abtei
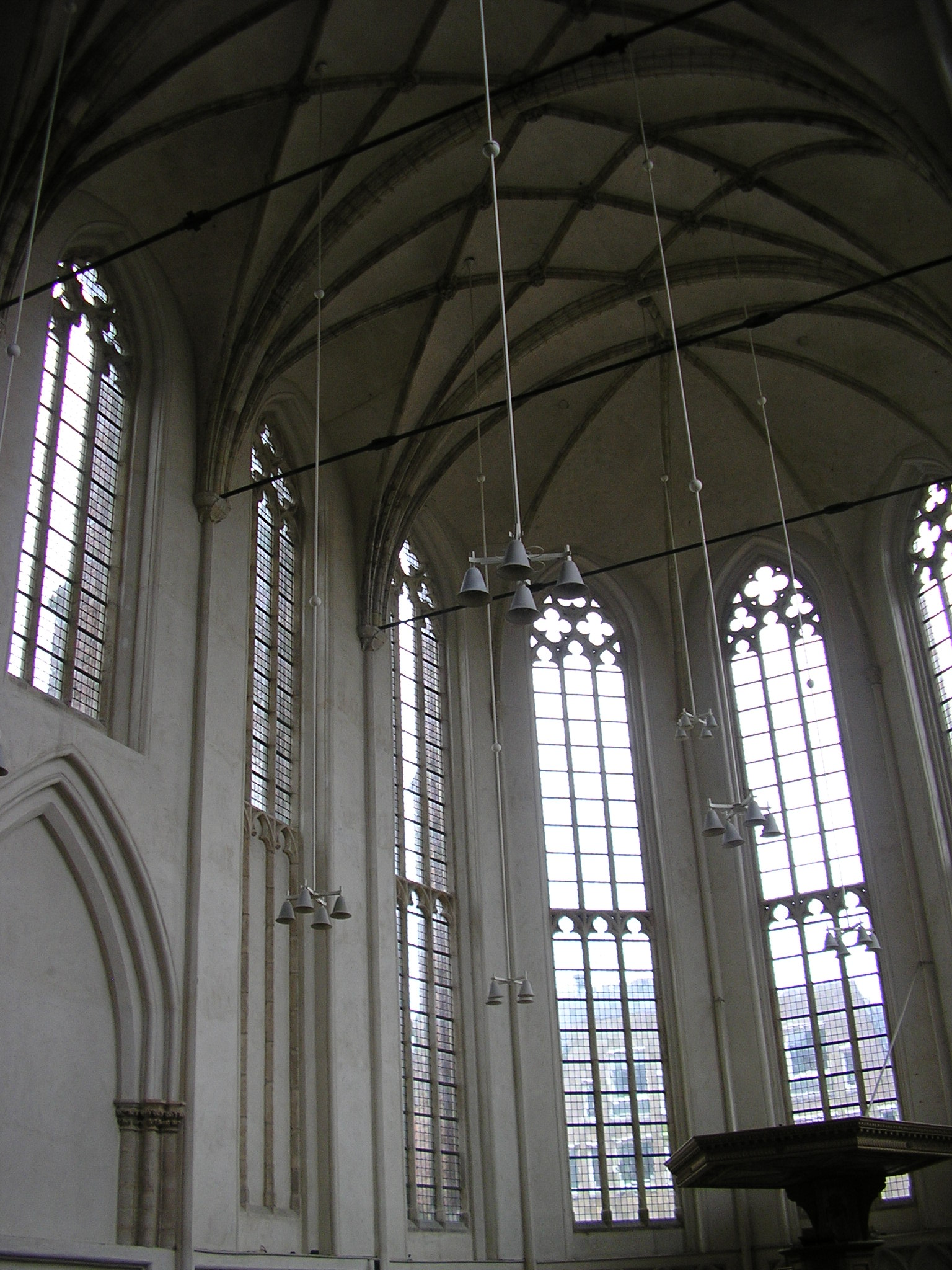
Blick in die Koorkerk
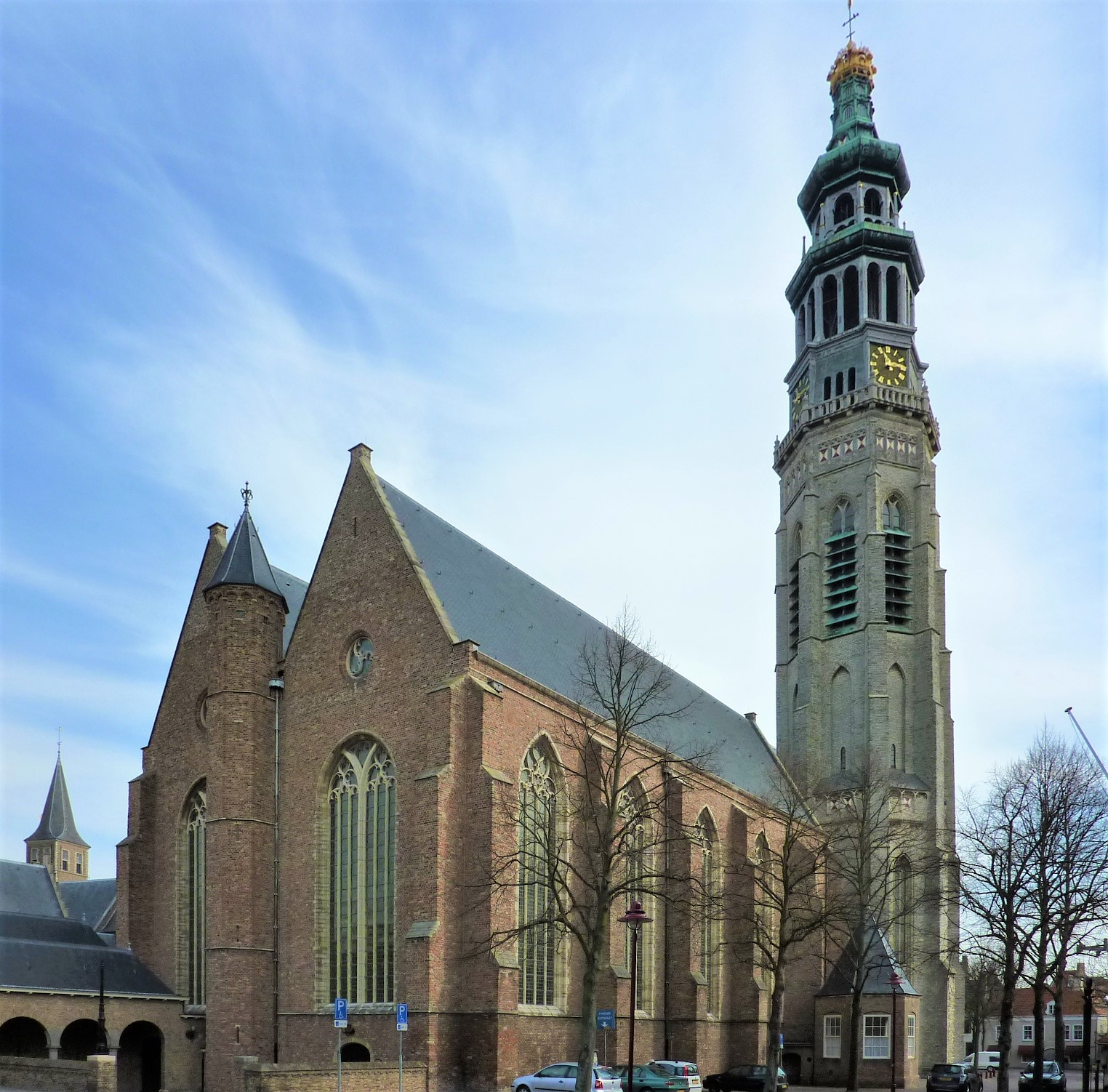
Nieuwe Kerk
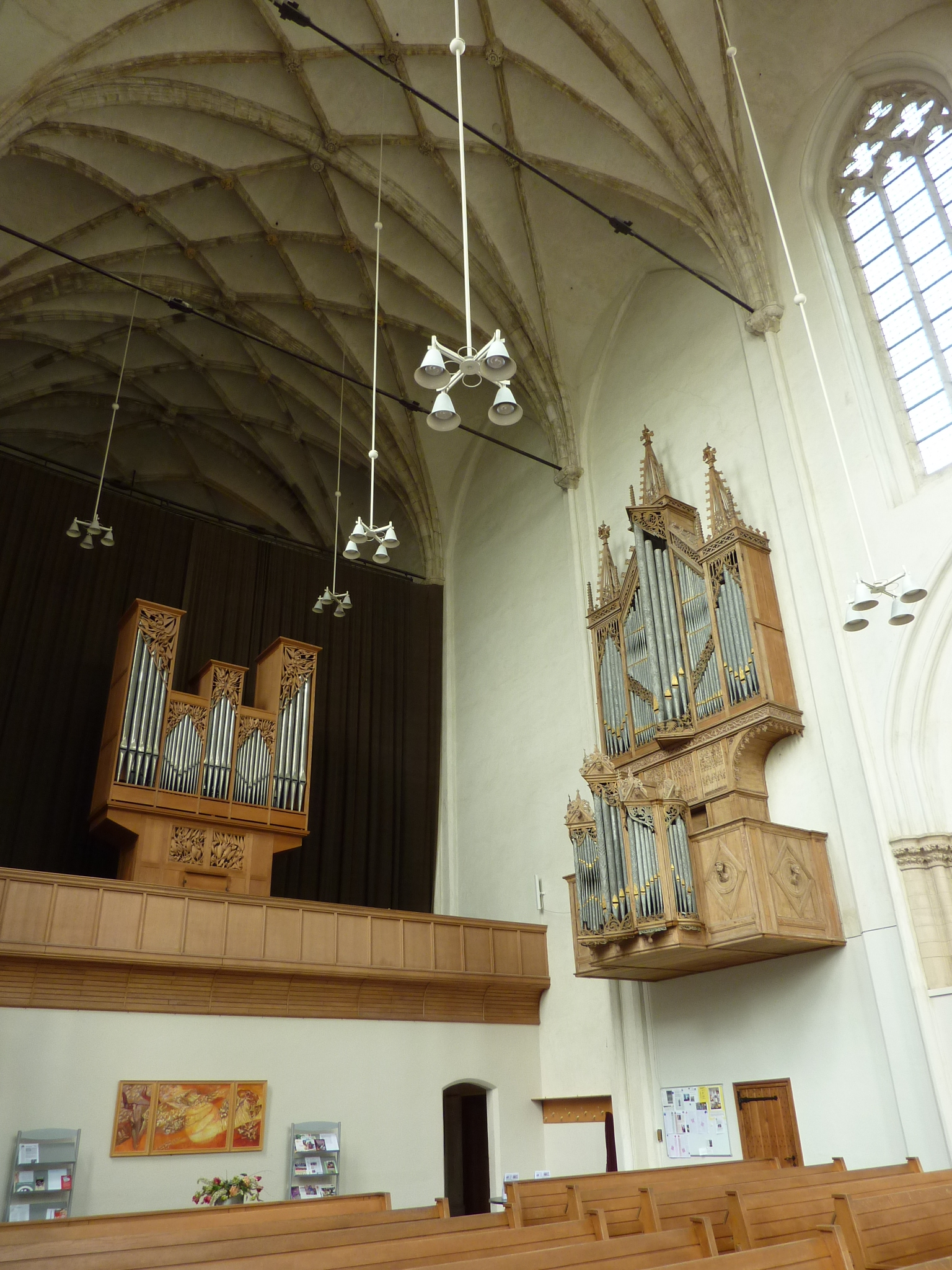
Peter-Gerritsz-Orgel